# Дебенець
Дебенець (словен. Debenec) — поселення в общині Мирна, регіон Південно-Східна Словенія, Словенія.